# Bodhuhuraa
Pour les articles homonymes, voir Boduhuraa.
Bodhuhuraa est une petite île inhabitée des Maldives. L'île semble avoir récemment disparu.

## Géographie
Bodhuhuraa est située dans le centre des Maldives, à l'Est de l'atoll Faadhippolhu, dans la subdivision de Lhaviyani.